# Station Pont-de-Briques
Station Pont-de-Briques is een spoorwegstation in de Franse gemeente Saint-Étienne-au-Mont.